# Iglesia de El Salvador (Muchamiel)
La Iglesia Parroquial del Salvador se encuentra en el centro de la villa de Muchamiel (Provincia de Alicante, España), en la calle Maestro Sala Marco, siendo el edificio más destacable de la localidad cuya construcción el 16 de febrero de 1513 supone finalizar con las visitas religiosas al pueblo de San Juan de Alicante. Su finalización no tuvo lugar hasta un siglo después y fue dedicado a la advocación de El Salvador.

## Descripción
El templo actual adosado a la primitiva torre defensiva, actualmente campanario, data del siglo XVIII.
Se trata de una iglesia de planta de cruz latina de una sola nave y capillas entre contrafuertes, estando estos horadados permitiendo la comunicación entre las capillas. Presenta un crucero a cuyos lados se sitúan la sacristía y la capilla de la Virgen. La cubierta de la nave es con bóveda de cañón con lunetos, mientras que el presbiterio cubre con una cúpula.
El interior se articula por medio de columnas jónicas con una galería corrida sobre el entablamento, solución muy utilizada en el siglo XVIII. La decoración es a base de medallones y molduras de escayola.
La iglesia consta de tres accesos, dos de ellos en los brazos del crucero, y el principal a los pies de la iglesia, habiendo quedado la fachada inconclusa. La portada se divide en dos cuerpos, el inferior adintelado y el superior con una hornacina que alberga al santo.
La capilla de la Virgen, mencionada anteriormente, es de planta cuadrada con una cúpula que tiene un cupulín para la iluminación interior.